# Michael Gonzales
Michael „Mike“ Gonzales (* 13. März 1964) ist ein ehemaliger US-amerikanischer Zehnkämpfer und Bobfahrer.
Gonzales besuchte die Bishop Montgomery High School in Torrance, wo er Fußball spielte und im Leichtathletikteam aktiv war. 2013 wurde er in die Athletic Hall of Fame der Schule aufgenommen.
1987 siegte er bei den Panamerikanischen Spielen in Indianapolis.
Seine persönliche Bestleistung von 8203 Punkten stellte er am 14. August 1988 in Saskatoon auf.
Bei den Olympischen Winterspielen 2002 sollte er gemeinsam mit Manuel Repollet für Puerto Rico im Zweierbobwettbewerb starten. Da Gonzales jedoch die Regeln des Comité Olímpico de Puerto Rico zur Teilnahme nicht erfüllte, entzogen die Verantwortlichen vor dem Wettkampf die Anerkennung des Wintersportverbandes von Puerto Rico, wodurch das Duo nicht in Salt Lake City startete.